# Витебский мост (Введенский канал)
Ви́тебский мост — несохранившийся арочный мост через Введенский канал в Санкт-Петербурге, располагавшийся по оси Загородного проспекта.

## Название
Первоначально (с 1829 года) назывался Введенским мостом (или 1-м Введенским мостом) по наименованию Введенского канала. В 1935 году был переименован в Витебский мост, по расположенному рядом Витебскому вокзалу.

## История
В 1807—1810 годах был построен однопролётный деревянный арочный мост. Пролётное строение состояло из брусьев с деревянными погонами и поперечинами. Каменные устои на свайном основании были облицованы кирпичом и гранитом. Перильные ограждения состояли из чугунных тумб и решеток художественного литья. 
В 1874 году пролетное строение капитально отремонтировано, с исправлением чугунных перил и каменных береговых устоев. В 1876 году мост был усилен для прокладки двойного пути линии конки. Длина моста составляла 18 м, ширина — 18 м.
В 1906—1907 годах в связи с намеченным открытием трамвайного движения по Загородному проспекту мост был перестроен по проекту инженера А. П. Пшеницкого. Проект архитектурного оформления был разработан архитектором Л. А. Ильиным.
Опоры моста были переложены (с сохранением старого свайного основания) и уширены, деревянное арки пролётного строения были заменены на металлические двухшарнирные. Ширина моста увеличилась до 23,45 м.
На время производства работ был возведён временный деревянный мост, по которому было организовано движение конки, экипажное и пешеходное движение. Работы по перестройке моста производились комиссией городской думы по заведованию общественными работами с июня 1906 года до ноября 1907 года; движение по мосту было открыто в ноябре 1907 года, но окончательная отделка с установкой перил и фонарей была сделана не ранее 1912 года. 
Технический надзор строительных работ за перестройкой постоянного моста и постройкой временных обхода и моста осуществлял инженер Н. В. Денисов. Стоимость работ составила 165 000 руб. (из них 155 000 руб. — строительство постоянного моста с переустройством прилегающих деревянных набережных, 10 000 руб. — строительство временного моста).
Пролётное строение состояло из 10 двухшарнирных арок двутаврового сечения. Длина моста составляла 18,9 м, ширина — 23,45 м.
В 1953—1955 годах отреставрированы торшеры, изготовлены новые фонари взамен утраченных.
После засыпки Введенского канала, с 1970 по 1976 год мост сохранялся над засыпанным каналом. В 1976 году был разобран во время реконструкции Загородного проспекта. Перед демонтажем были произведены обмеры моста.

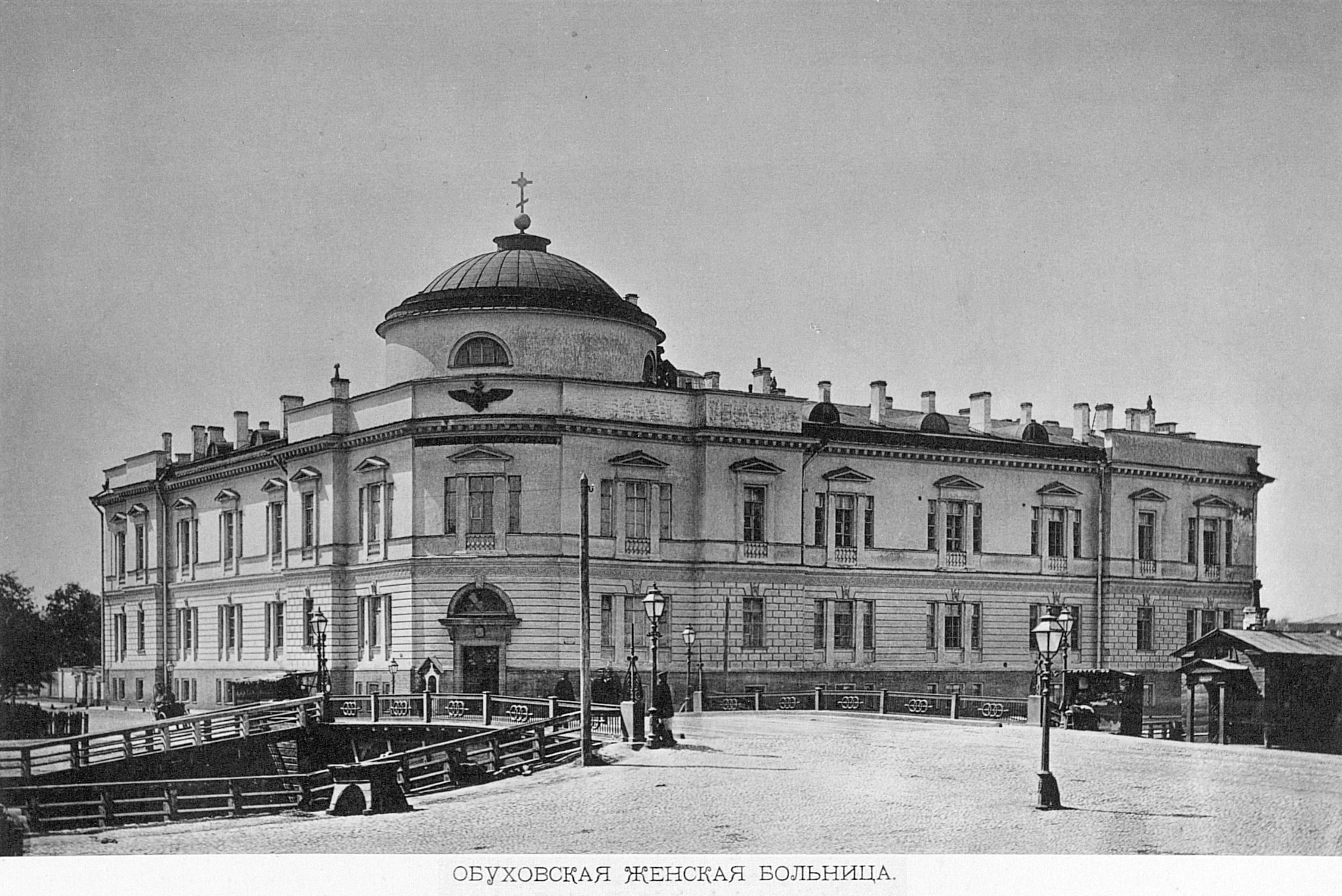
Введенский мост и Обуховская больница. 1870-е года
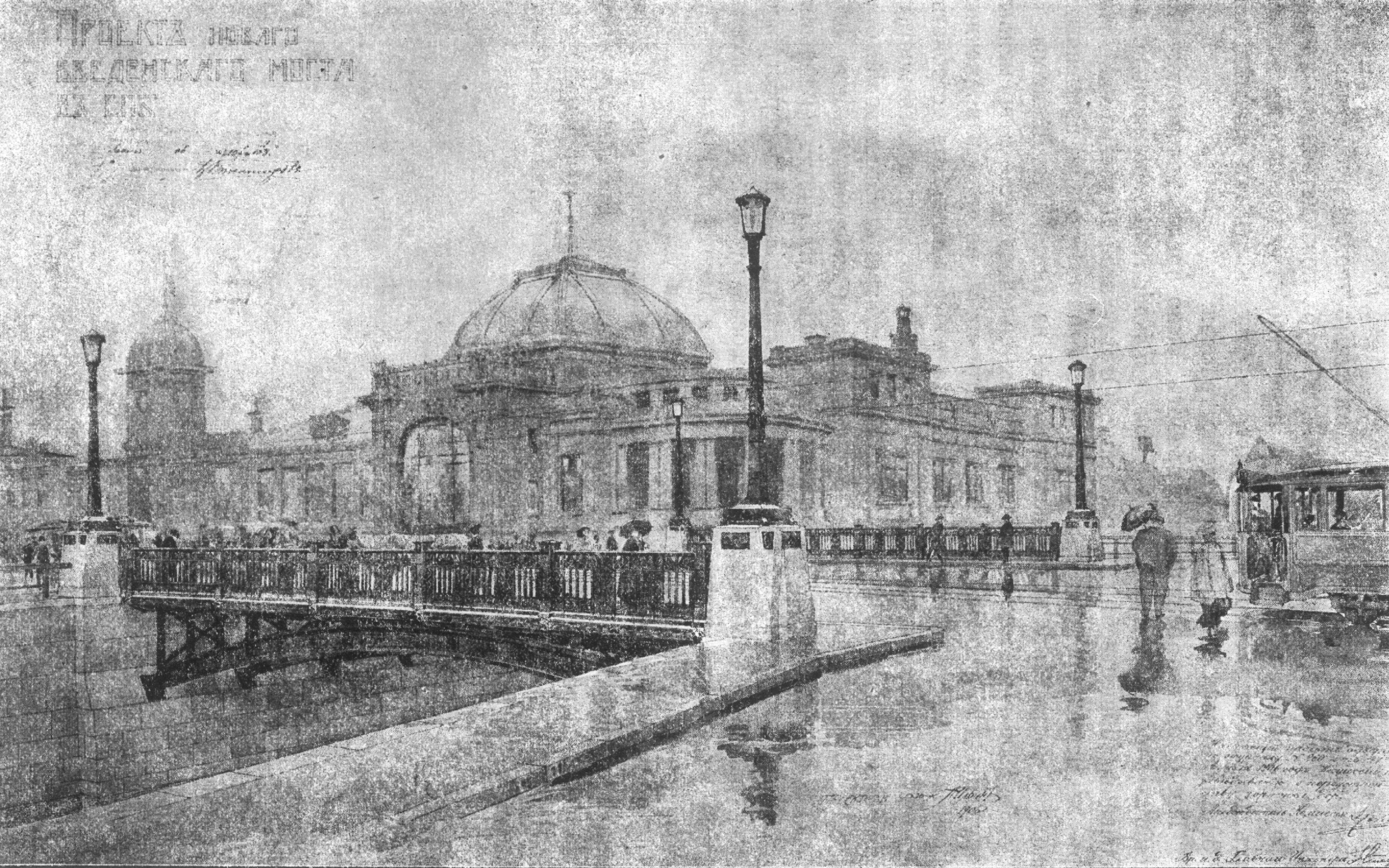
Проект перестройки моста. 1906 год
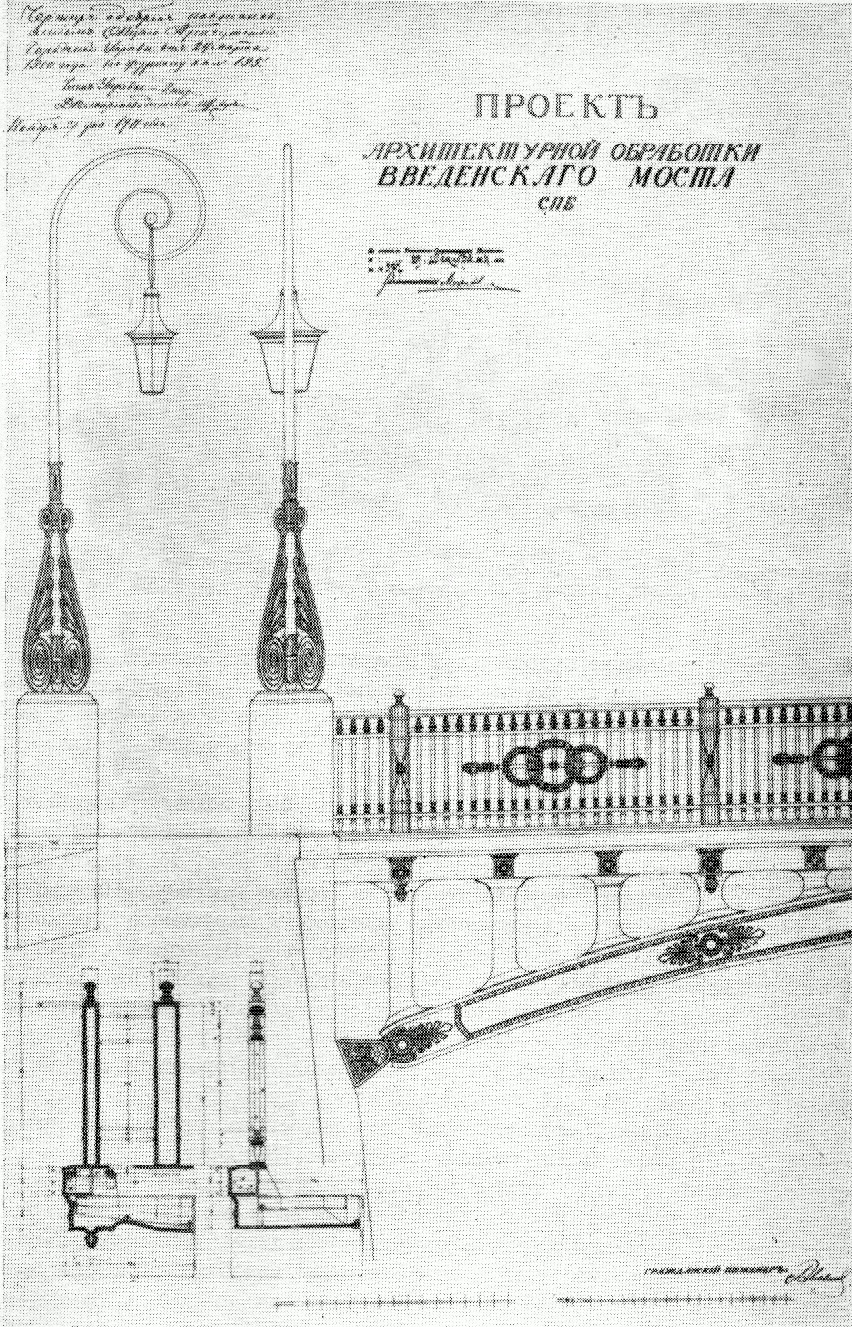
Проект архитектурного оформления моста. 1910 год